# Beriev Be-200
O Beriev Be-200 Altair (em russo:  Бериев Бе-200) é uma avião anfíbio para múltiplos propósitos desenvolvido pela Beriev Aircraft Company e fabricado pela Irkut. Comercializado como aeronave para luta aérea contra os incêndios, busca e salvamento, patrulha marítima, carga, e transporte de passageiros, tendo uma capacidade de 12 toneladas (12.000 litros) de água, ou até 72 passageiros.
O nome Altair foi escolhido após uma "competição" entre os funcionários da Beriev e da Irkut em 2002/2003. O nome Altair foi escolhido não somente pela estrela Altair na Constelação Aquila, mas também porque "Al" é a primeira parte do nome da aeronave A-40 Albatross, layout do qual foi a base do desenvolvimento para a criação do Be-200. "ta" é a sílaba inicial da cidade de Taganrog, e "ir" para a cidade de Irkutsk.
|  |  |

## Desenvolvimento
O Be-200 foi desenhado pela empresa de aviação Beriev, com a Associação de Produção de Aeronaves Russa Irkutsk (agora parte da Irkut Corporation). Beriev foi a responsável pelo desenvolvimento, design e documentação; sistemas, voos e teste de fatiga de protótipos; certificação e suporte dos modelos de produção. As tarefas da Irkut eram a preparação da produção; fabricação de ferramental; produção de quatro protótipos e aeronaves de produção; e peças de reposição. Ambas as empresas agora estão sob o comando da estatal United Aircraft Corporation.

Iniciado em 1989 sob a liderança de design de Alexander Yavkin, recebendo aprovação do governo russo para um avião de combate a incêndio foi cedido em 8 de Dezembro de 1990. Detalhes do projeto foram anunciados, e um modelo foi exposto no Paris Air Show em 1991.

## Galeria

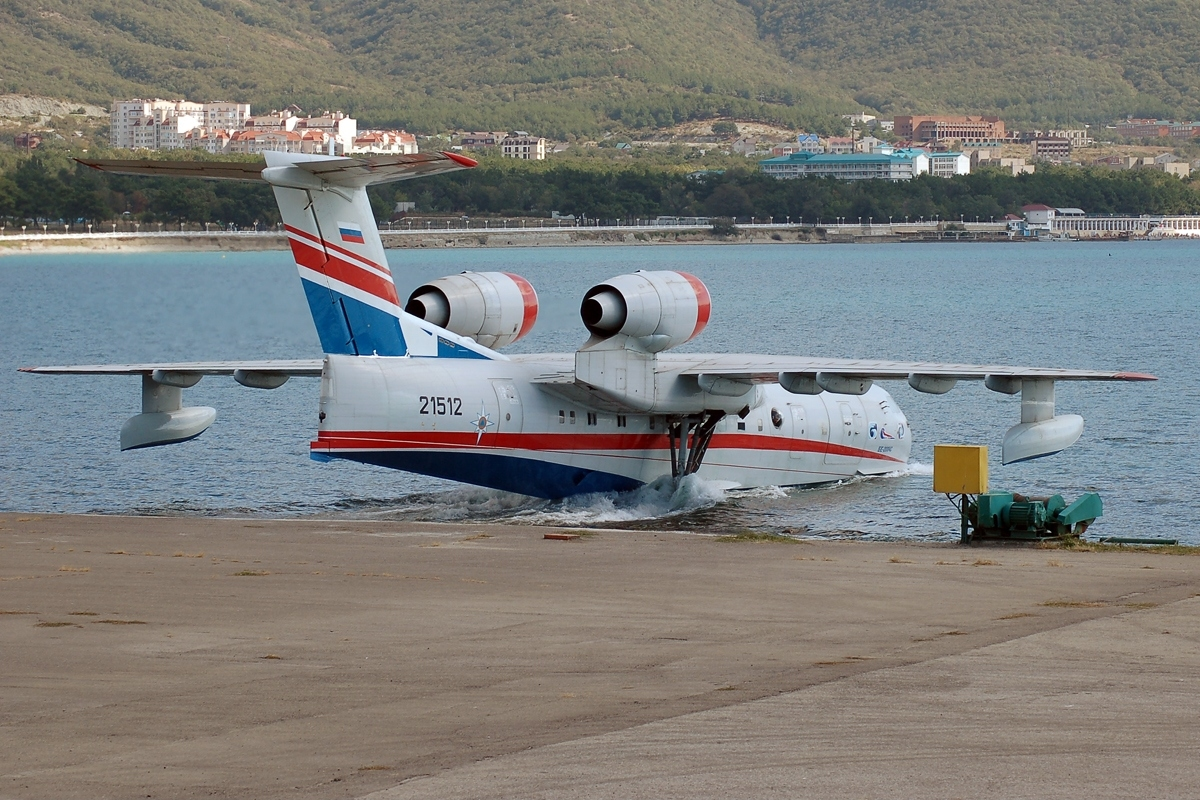
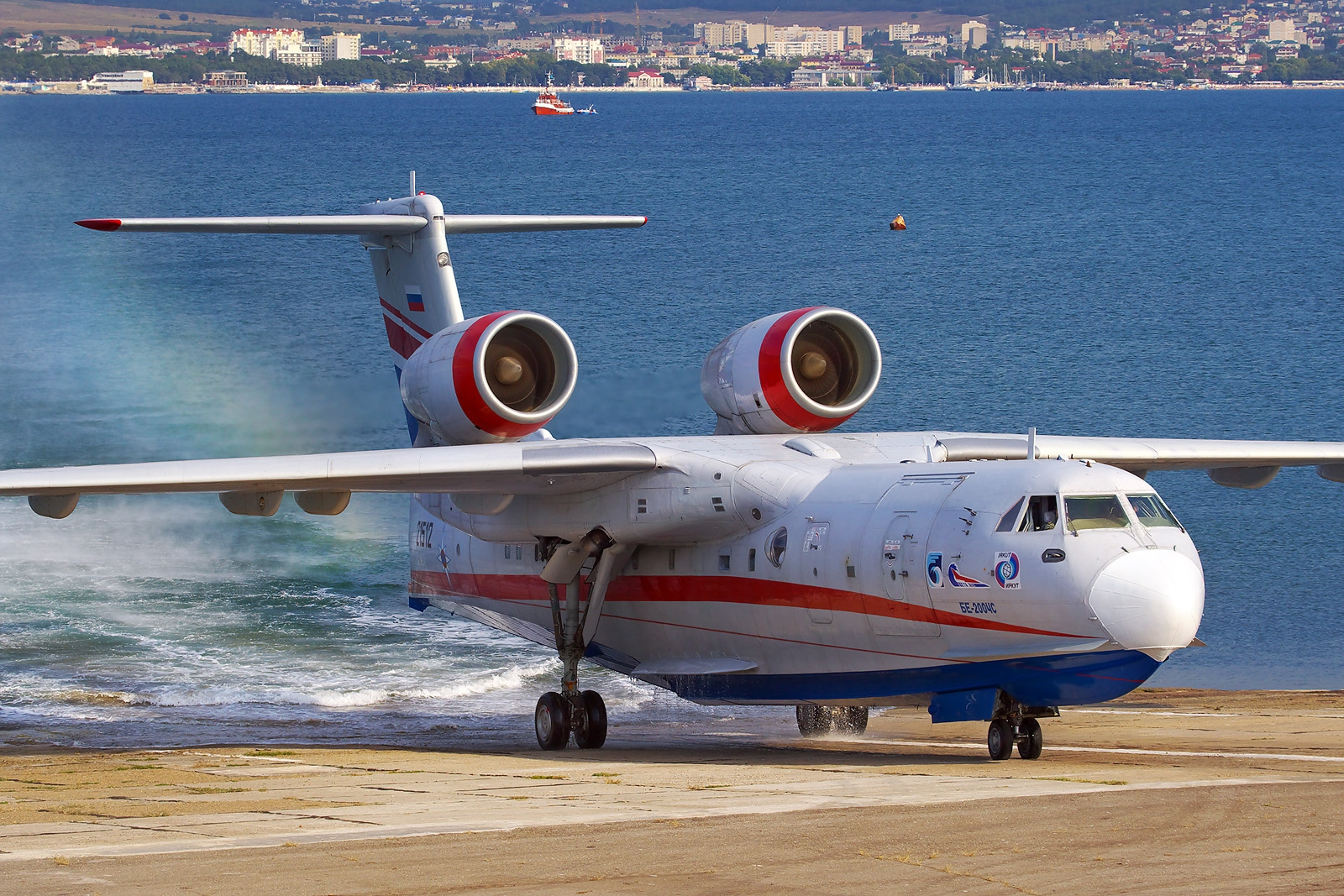
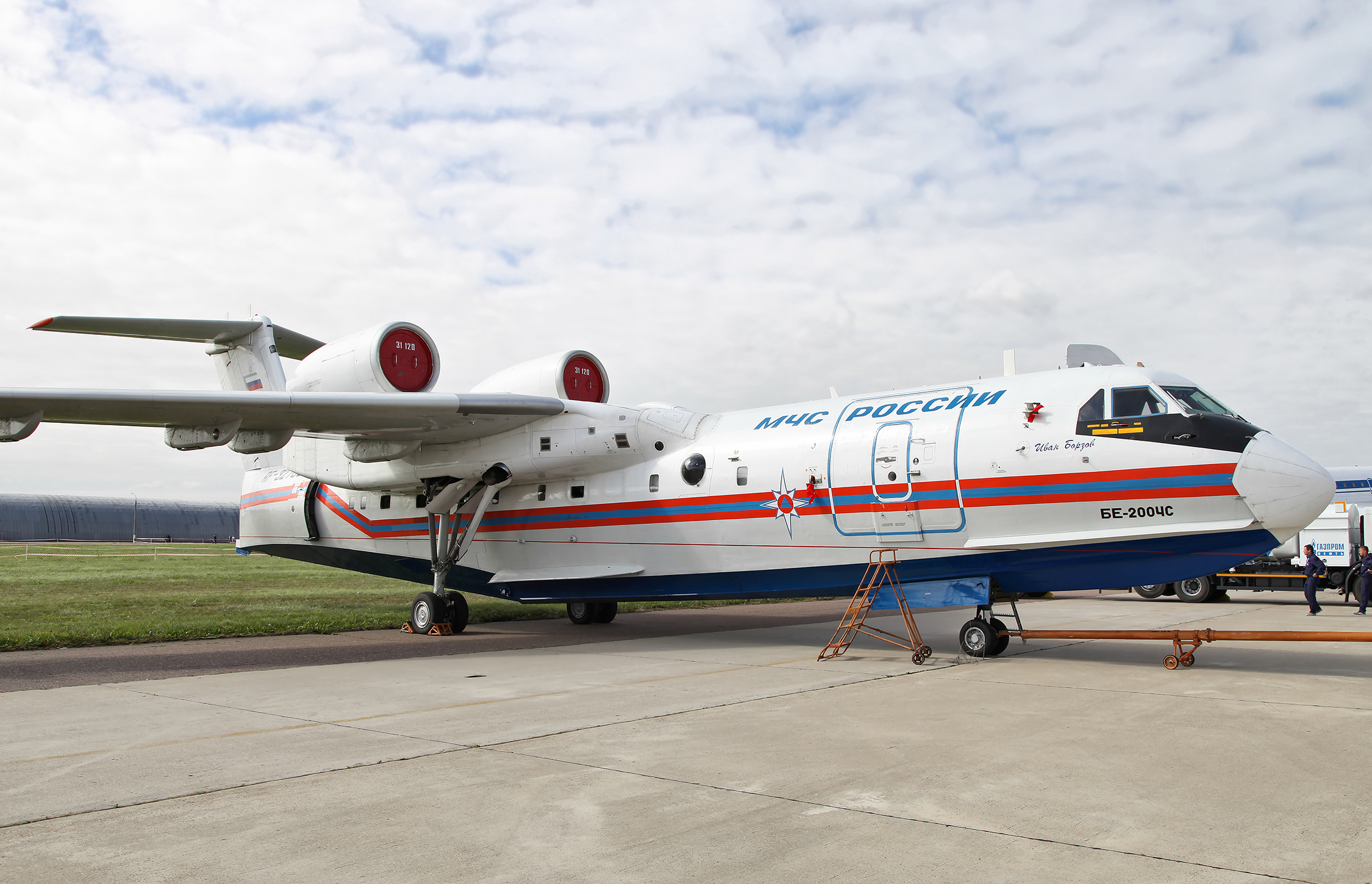
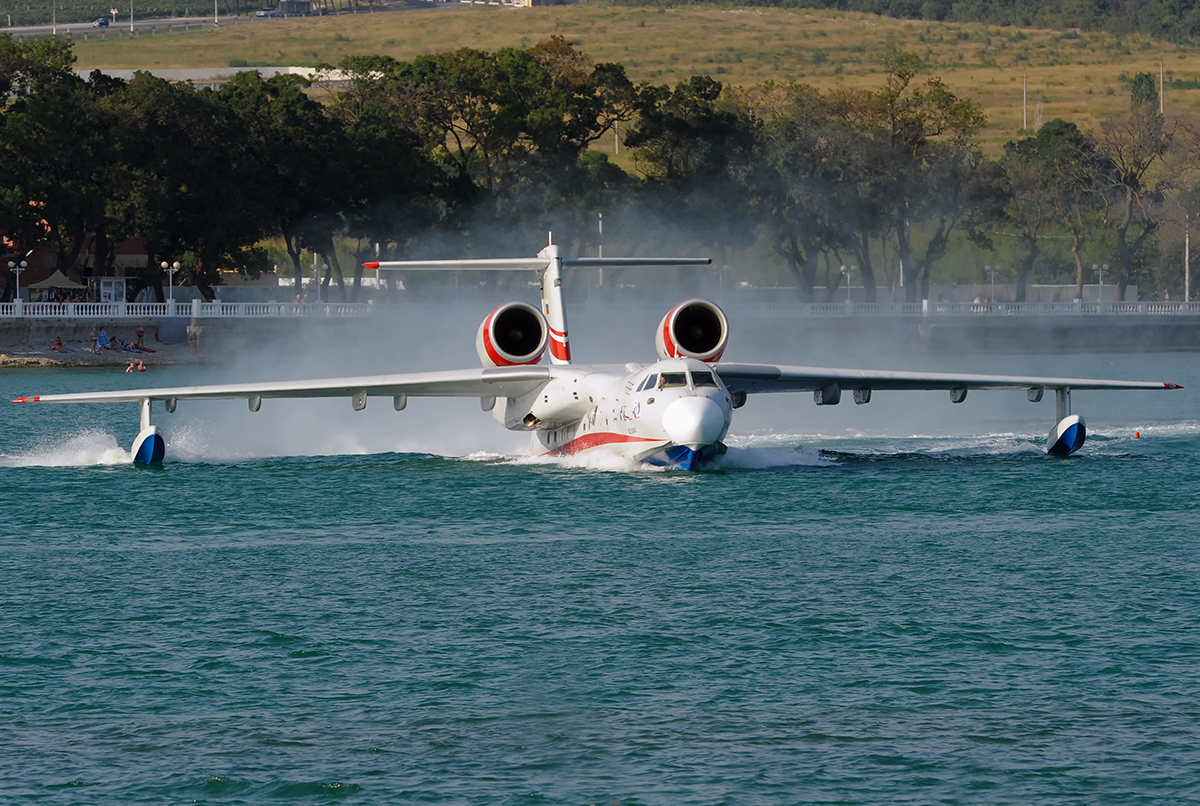
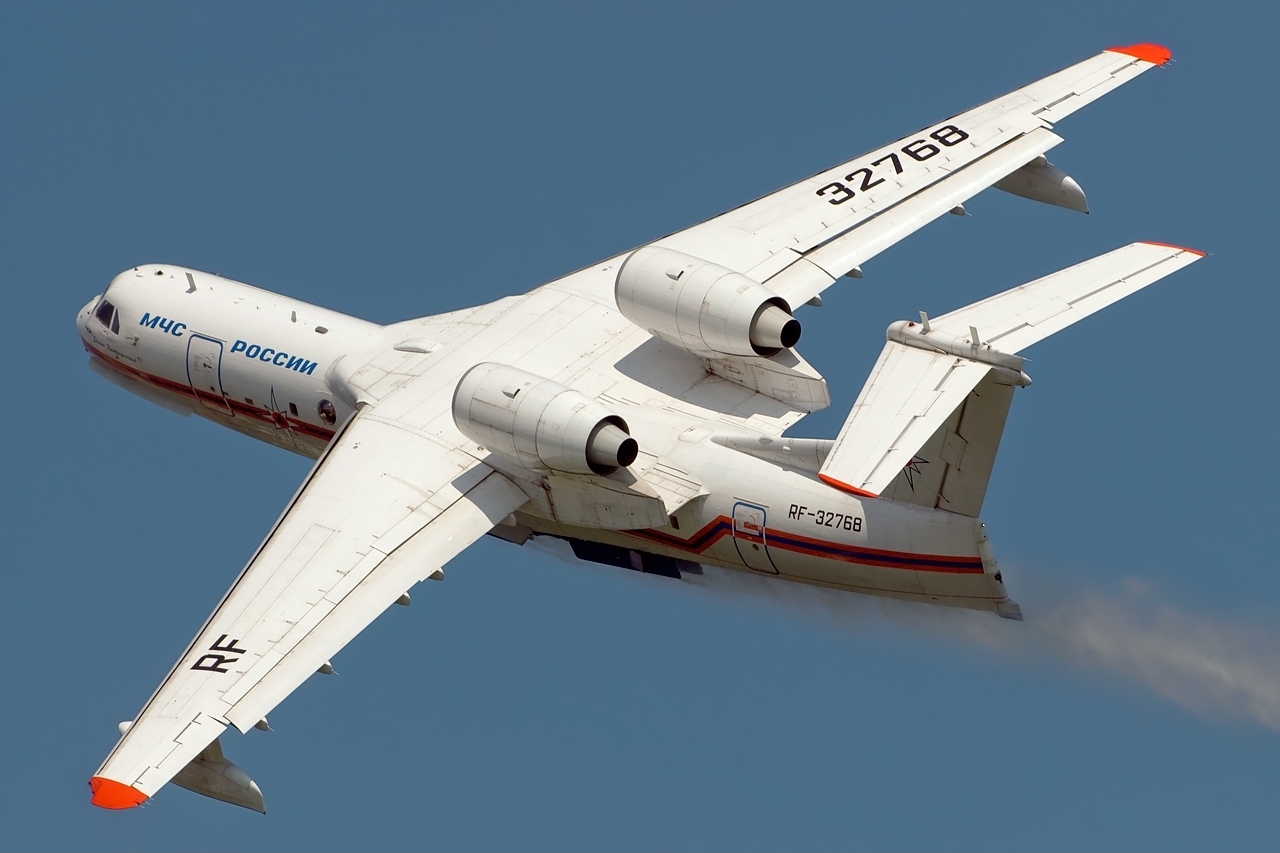